# Перська література

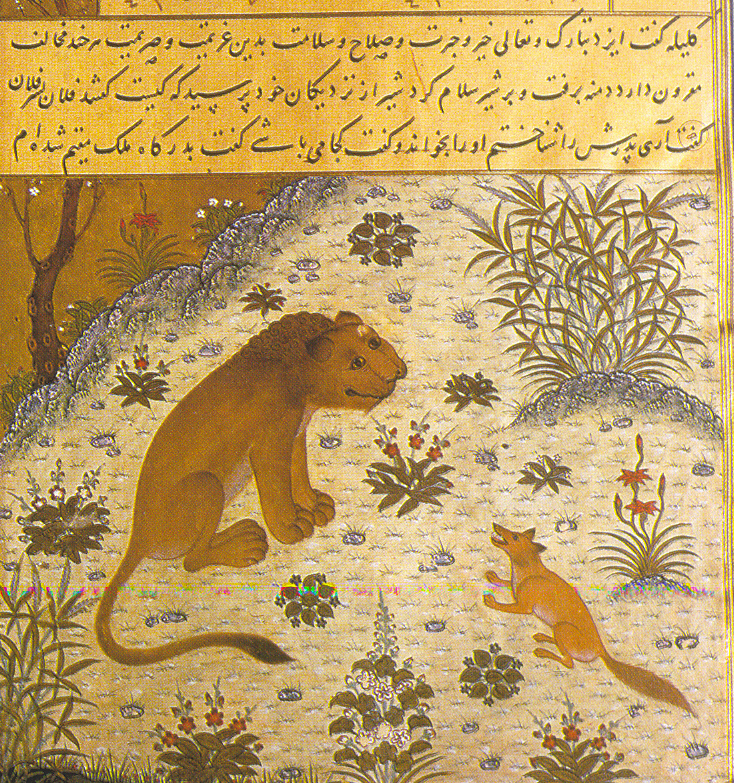
Каліле і Демне (Kelileh va Demneh) — перський манускрипт, 1529, Герат

Перська література (перс. ادبیات فارسی) — сукупність письмових творів перською мовою, яка розвивалася протягом останніх двох з половиною тисяч років, хоча велика її частка, що належить до доісламського періоду, була втрачена. Витоки перської літератури слід шукати в літературі давньої Персії, територія якої охоплює територію сучасного Ірану, а також райони Центральної Азії, де перська мова історично була національною мовою. Так, перський поет Джалаледдін Румі — один з найулюбленіших поетів Персії, народився в місті Балх (лежить на території сучасного Афганістану), писав перською мовою і жив у Коньї, яка тоді була столицею Сельджуцького султанату. Газневіди завоювали великі території в Центральній та Південній Азії і перейняли перську мову, яка стала їхньою придворною мовою. Через це існує перська література з Ірану, Таджикистану, Афганістану й інших частин Центральної Азії. Не вся перська література написана перською мовою. Як вважають окремі автори, серед творів перської літератури є твори, що їх написали етнічні перси іншими мовами, такими як грецька і арабська.
Перську літературу вважають однією із великих літератур людства. Корені перської літератури можна побачити в збережених до наших днів творах, що були написані середньоперською і давньоперською. Твори, що написані давньоперською, датуються від 522 р. до н. е. (рік, яким датований Бехістунський напис — найбільш ранній збережений напис Ахеменідського періоду). Основну частину творів перської літератури, які збереглися до наших днів, створено після ісламського завоювання Персії близько 650 р. н. е. Після приходу до влади Аббасидів у 750 році перси стали писарями та бюрократами Арабського халіфату і більшою мірою письменниками та поетами. Нова перська література виникла і розквітла в Хорасані й Трансоксіані, оскільки з політичних причин такі іранські династії, як Тахіриди і Саманиди, перебували в Хорасані.
Перси писали як перською, так і арабською мовами, однак перська домінувала в літературних колах більш пізнього часу. Перські поети, такі як Фірдоусі, Сааді, Гафіз, Румі і Омар Хаям, добре відомі в усьому світі і вплинули на літературу багатьох країн.

## Класична перська література

### Доісламська перська література
До наших днів збереглося лише кілька літературних творів Ахеменідської Персії, що було обумовлено руйнуванням бібліотеки в Персеполісі. Більшість з того, що збереглося, становлять написи ахеменідських царів, особливо Дарія I (522–486 рр. до н. е.) і його сина Ксеркса. Багато зороастрійських текстів було знищено під час ісламського завоювання Персії в VII ст. Парси, які втікали в Індію, тим не менш, зуміли взяти з собою деякі з книг Зороастрійського канону, включаючи кілька книг Авести і стародавніх коментарів (Зенд). Також збереглися деякі праці з географії та подорожей епохи Сасанідів, хоча і в перекладі на арабську мову.
Найбільш ранні літературні образи мовою пехлеві, так звані «пехлевійські псалтирі», що належать до IV або V століть, збереглися в манускриптах VI–VII століть.
Жодного тексту, що присвячений літературній критиці, не збереглося від доісламського періоду. Проте деякі есе мовою пехлеві, такі як «Основи написання книг» і Панчатантра, вважаються літературною критикою.
Деякі дослідники цитують Шубійє на підтвердження того, що в доісламський період у персів існували труди з ораторського мистецтва, такі як Карванд. Проте до наших днів такі книги не збереглися. Попри це є кілька вказівок, що серед перської еліти були ті, хто був знайомий з грецькою риторикою і літературною критикою.
Відносну бідність середньоперської літератури, можливо, частково можна пояснити складністю сасанідського письма, яке могли повністю зрозуміти переважно лише професійні переписувачі.

### Середньовічна перська література
На початку ісламізації Ірану, за правління Омеядів і ранніх Аббасидів, перська мова невдовзі стала літературною мовою для всієї території Центральної Азії. Відродження мови в її новій формі часто пов'язують із творчістю Фірдоусі, Унсурі, Дакікі, Рудакі та їхнього покоління, оскільки вони використовували до-ісламський націоналізм як провідник для відродження мови і традицій стародавньої Персії.
Зокрема, Фірдоусі писав у поемі Шахнаме:

بسی رنج بردم در این سال سی 

عجم زنده کردم بدین پارسی

Досить я виніс болю за тридцять років, 

але розбудив «Аджам» (німих/персів) цією мовою парсі.

#### Поезія
Перська література завжди цілком усвідомлювала різницю між поезією і прозою, при цьому почесне місце займала поезія. Вона чітко відрізнялась від прози не лише римою і ритмом, але також і майстерною грою між явним значенням (або значеннями) слів і їх прихованими смисловими нюансами.
Схильність персів до викладу у віршах виразів та зворотів мови, що вони вживають у повсякденному житті, настільки сильна, що можна зіткнутися з поезією майже в усіх творах класичної літератури, наукових працях і працях з метафізики. Здатність викладати думки у віршованій формі була необхідною умовою для будь-якого вченого і грамотної людини. Наприклад, майже половина медичних праць Авіценни написана у поетичній формі.
Твори раннього етапу перської поезії характеризуються сильною підтримкою двору, екстравагантністю панегіриків і піднесеністю стилю. Традиція царського заступництва, ймовірно, почалася за правління Сасанідів, тривала за Аббасидів і Саманідів й існувала при дворах правителів усіх перських династій. Касида була найбільш улюбленою формою панегірика, хоча рубаї таких поетів, як Омар Хаям, також були дуже популярні.
Якщо окремі дослідники в перській поезії слідом за Є. Е. Бертельсом, який перш за все підкреслював етнічний та регіональний внесок, розрізняють центрально-азійську, закавказьку, перську і індійську класичні літературні школи, то історики перської літератури з Європи, США та інших країн світу розрізняють хорасанську, азербайджанську, іракську та індійську школи перської поезії, що віддзеркалює більшою мірою хронологічне розмежування, ніж якесь інше. Традиційно в перській класичній поезії розрізняють три основних літературних стилі: хорасанський, іракський та індійський, які «йдуть безупинно один за одним» у часі. У кожному з цих стилів, обумовлених географічно, окремі автори виділяють окремі «літературні школи», які швидше віддзеркалюють регіональні або групові відмітні особливості, що характерні для різних перських провінцій і міст. Приміром, іноді розрізняють азербайджанську чи інакше тебризьку чи інакше ширванську школу перської поезії.

##### Хорасанський стиль
Хорасанський стиль або хорасанська школа в перській поезії, послідовники якої переважно мали стосунок до Великого Хорасана, характеризується гордовитою манерою вираження думок, величною інтонацією і порівняно більш грамотною мовою. Головними представниками лірики цього стилю є Асджаді, Фаррухі Сістані, Унсурі і Манучехрі. Майстри панегіриків, такі як Рудакі, були відомі своєю любов'ю до природи, а також тим, що їх поезія рясніє описами, що запам'ятовуються.
Двір при різних правителях і система заступництва сприяли епічному стилю поезії, вищим досягненням якого стала поема Фірдоусі «Шахнаме». Прославляючи історичне минуле в героїчних і піднесених віршах, Фірдоусі та інші поети, значними серед яких є Абу-Мансур Дакікі і Асаді Тусі, представляли так званих аджам (عجم) («німих», «мовчазних») — неарабське населення Південної Персії (згідно з Encyclopædia Iranica словом «аджам» в Ісламській імперії араби переважно називали персів
), як джерело гордості і натхнення, яке допомагало зберегти почуття етнічної ідентичності персів протягом століть. Фірдоусі створив модель, яку запозичили інші поети в наступних століттях.

##### Закавказька школа
Деякі дослідники літератури (Ян Рипка) виділяють закавказьку школу, яку інакше називають азербайджанською (територіально), тебризькою або ширванською школою перської поезії або ж арранським стилем. Вона є спадкоємицею хорасанського стилю, першим значним представником якої був досельджукський поет Катран Тебризі (помер 1072 року), який писав на західноперському діалекті (що відрізнявся від літературного хорасанського діалекту). Катран Тебризі служив місцевим принцам, включаючи правителів Гянджі з курдської династії Шеддадідів, і тому його манера вираження думок і стиль були характерними для домонгольської іранської мови азері.
Збереглися також відомості, що на початку IX ст. Мухаммеду ібн Баїсу (перс. محمدبنبعیث) — арабському правителю Меренда в період Аббасидского халіфату в 849–850 рр. повинні були відтяти за наказом халіфа Аль-Мутавакіля (Al-Mutawakkil). Однак коли його привели до палацу, то ібн Баїс почав читати вірші арабською мовою і вразив Аль-Мутавакіля своїм поетичним даром до такої міри, що той скасував наказ і замінив страту на тюремне ув'язнення. За свідченням Аль-Табарі, Ібн Баїс був значною мірою іранізований, і шейхи Мераге вихваляли його хоробрість і літературні здібності, цитуючи його перські вірші, що свідчить про існування на північному заході Персії поезії перською мовою на початку IX ст.

.

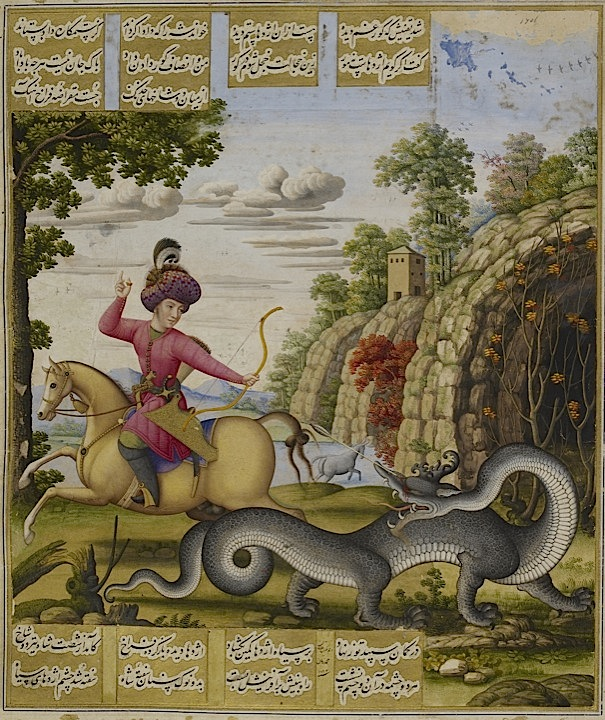
Мухаммад Заман. Бахрам Гур вбиває дракона. Ілюстрація до поеми «Сім красунь» Нізамі Гянджеві. 1675 рік. Британська бібліотека, Лондон

Серед значних поетів цієї школи слід відзначити Нізамі Гянджеві, Хагані Ширвані і Фалакі Ширвані. Сильний характер Нізамі, його соціальна чуйність і поетичний геній з'єдналися з багатою перською культурною спадщиною створивши новий стандарт літературно-художніх досягнень. Хагані Ширвані вирізнявся своєю надзвичайно багатою уявою, що була викликана широким діапазоном знань і вказувала на нього. Бувши маньєристом навіть більшою мірою, ніж інші перські поети-класики, в способі вираження, він вбирає і трансформує поезію своїх попередників, також і в своїй любові до парадоксу. Слід також підкреслити широке поширення поезії в регіоні, про що свідчить той факт, що навіть в одній антології «Ноузхат аль-Маджалес» зібрані твори 115 поетів з північно-західної частини середньовічної Персії (включаючи Арран, Ширван і Іранський Азербайджан). Кількість менш відомих перських поетів з однієї тільки Гянджі перевищує не менше, ніж дві дюжини.
Твори поетів цієї школи вирізняються складністю мови та композиційної техніки, оригінальністю і різноманіттям тем, присутністю перських архаїзмів і, разом з тим, великим обсягом запозичень з арабської мови,
впливом північнозахідної мови пехлеві, широко розповсюдженим використанням повсякденних виразів та ідіом, а також наявністю великої кількості нових понять і термінів. Твори поетів цієї школи також вирізняються великою кількістю християнських образів та символів, цитатами з Біблії та іншими виразами з християнських книг і джерел, причому з такою частотою, що сприйняття творів Хагані Ширвані і Нізамі Гянджеві майже неможливе без ретельного знання християнської релігії. Разом з тим, всі ці стилістичні особливості зближують їх з хорасанським стилем. При цьому спостерігається повна відсутність східноіранських слів та зворотів, типових для Хорасанського стилю. Також, на відміну від останнього, поети закавказької школи віддавали перевагу містицизму.
Слід зазначити, що знайдені нещодавно рукописи (наприклад, антологія «Ноузхат аль-Маджалес») і дослідження останніх років показали, що в регіоні існувала загальна іранська культура, заснована на єдиному варіанті середньоіранської мови (пехлеві). Професор Амін Ріяхі вважає антологію повним віддзеркаленням іранської культури таких провінцій тогочасної Персії як Арран, Ширван і Азербайджан. Він зазначає, що історик Ат-Табарі згадує Мухаммада ібн Баїса, першого поета, який писав на фехлевійському інакше західно-перському (азарі) місцевому діалекті (району Фахла/Пахла) середньоперської мови (пехлеві) і жив у Мараге/Маранді іранській провінції Азербайджан, чиї предки мігрували з Аравії за два покоління до його народження. Професор Амін Ріяхі впевнений, що на відміну від того, що припускають деякі письменники радянської епохи (а також їх послідовники), антологія «Ноузхат аль-Маджалес» доводить, що в регіоні (провінції Персії Азербайджан) існувала загальна іранська культура, заснована на єдиному варіанті середньоіранської мови (пехлеві) і арранському діалекті фарсі, яка сприяла іранізації Ширваншахів, що мали арабське походження, поширенню іранської культури і правителів регіону, що змінювали один одного. Анатолій Новосельцев зазначає, що до XIV століття іраномовне населення регіону було пов'язане єдиною культурою, етнічною самосвідомістю і мовою.
Слід зазначити, що географічна близькість територій, підвладних Ільдегізидам, і територій, підвладних ширваншахам, сприяла переміщенню інтелектуалів і поетів того часу з двору одного володаря в число придворних іншого. Також можна говорити про певне подібність ідей, що надихали, і стилів між поетами, народженими і навченими в цих областях, стосовно до визначення їх, як таких, що належать до азербайджанської школі перської поезії.
Попри перераховані особливості, що характерні для творчості поетів — представників цієї школи перської поезії, доцентрова тенденція очевидна в єдності перської літератури, починаючи з мови і змісту, а також з точки зору громадянської єдності. Як пише Ян Рипка, навіть кавказець Нізамі, хоча і жив на дальній периферії, не демонстрував інший дух і звертався до Ірану, як до «Серця світу»
.
Однак, зміна мови і культури в регіоні призвели до того, що спадщина перської літератури майже повністю була втрачена.

##### Іракський стиль
Перська поезія XIII століття характеризується пануванням ліричної поезії з відповідним розвитком газелі в основну віршовану форму, а також підйомом містичної і суфійської поезії. Цей напрямок часто називають іракським стилем або іракською школою перської поезії (за назвою західних провінцій Ірану, які були відомі як Арак-і Аджама або Перський Ірак. Це застарілий термін, який вживали для позначення центрального регіону Персії/Ірану, включаючи території, на яких розташовуються такі міста як Ісфахан, Рай, Казвін і Кашан). Для нього характерні емоційна ліричність, багатство віршованих метрів і порівняльна простота мови. Емоційна романтична поезія не була чимось новим, як показують такі твори як «Віс і Рамін» Фахраддіна Гургані і «Юсуф і Зулейха» Амака Бухарі. Такі поети, як Санаї та Аттар, які надихнули Румі, а також Хагані Ширвані, Анварі і Нізамі Гянджеві
були надзвичайно шанованими поетами, що складали газелі. Попри це, найкращими представниками цієї школи є Румі, Сааді і Гафіз.
Враховуючи традицію перської любовної лірики епохи династії Сефевідів, перський історик Ехсан Яршатер зазначає:
«Зазвичай предметом кохання є не жінка, а молодий чоловік. На початку поширення ісламу в результаті набігів у Центральну Азію було багато молодих рабів. Рабів також купували або отримували як подарунок. Раби змушені були служити пажами при дворі або в будинках заможних і впливових людей, або ж солдатами і охоронцями. Молоді чоловіки, незалежно від того чи були вони рабами чи ні, подавали вино на бенкетах і прийомах, а більш талановиті серед них могли виконувати музику і підтримували витончену бесіду. Любов до молодих пажів, солдатів або новачків у ремеслах і професіях стала причиною ліричних доповнень до панегіриків на початковому етапі розвитку перської поезії і предметом присвячення газелей».
Серед творів, написаних у дидактичному жанрі перської поезії, можна відзначити «Сад правди» Санаї, а також «Скарбницю таємниць» Нізамі Гянджеві. Деякі твори Аттара також належать до цього жанру, так само як основні твори Румі, хоча деякі автори відносять ці твори до ліричної поезії з огляду на їх містицизм і емоційність. Крім того, деякі автори схильні відносити до цього стилю написання в цьому жанрі твори Насира Хосрова. Однак справжньою вершиною серед творів цього жанру є один із шедеврів перської літератури поетичний трактат «Бустâн» («Плодовий сад») Сааді, в якому в поетичній формі викладена суфійська філософія і етика, підкріплена цікавими притчами та розповідями.

##### Ісфаганський стиль
Після XV ст. в перській поезії став превалювати так званий індійський стиль, який також називають ісфаганським або сафавійським стилем. Коріння цього стилю сягає в періоди правління династії Тимуридів. Тоді творили Амір Хосров Дехлеві (1253–1325) і Нанд Лал Гоя (1633–1713).
Найбільш популярним твором Аміра Хосрова Дехлеві є його поема — дастан Вісім райських садів 1301, написана мовою фарсі. Це остання частина його циклу поем « П'ятериця» («Хамсе»). Як і весь цикл, являє собою відповідь (назіре) на творчість Нізамі (в цьому випадку — на поему «Сім красунь»).

##### Галерея

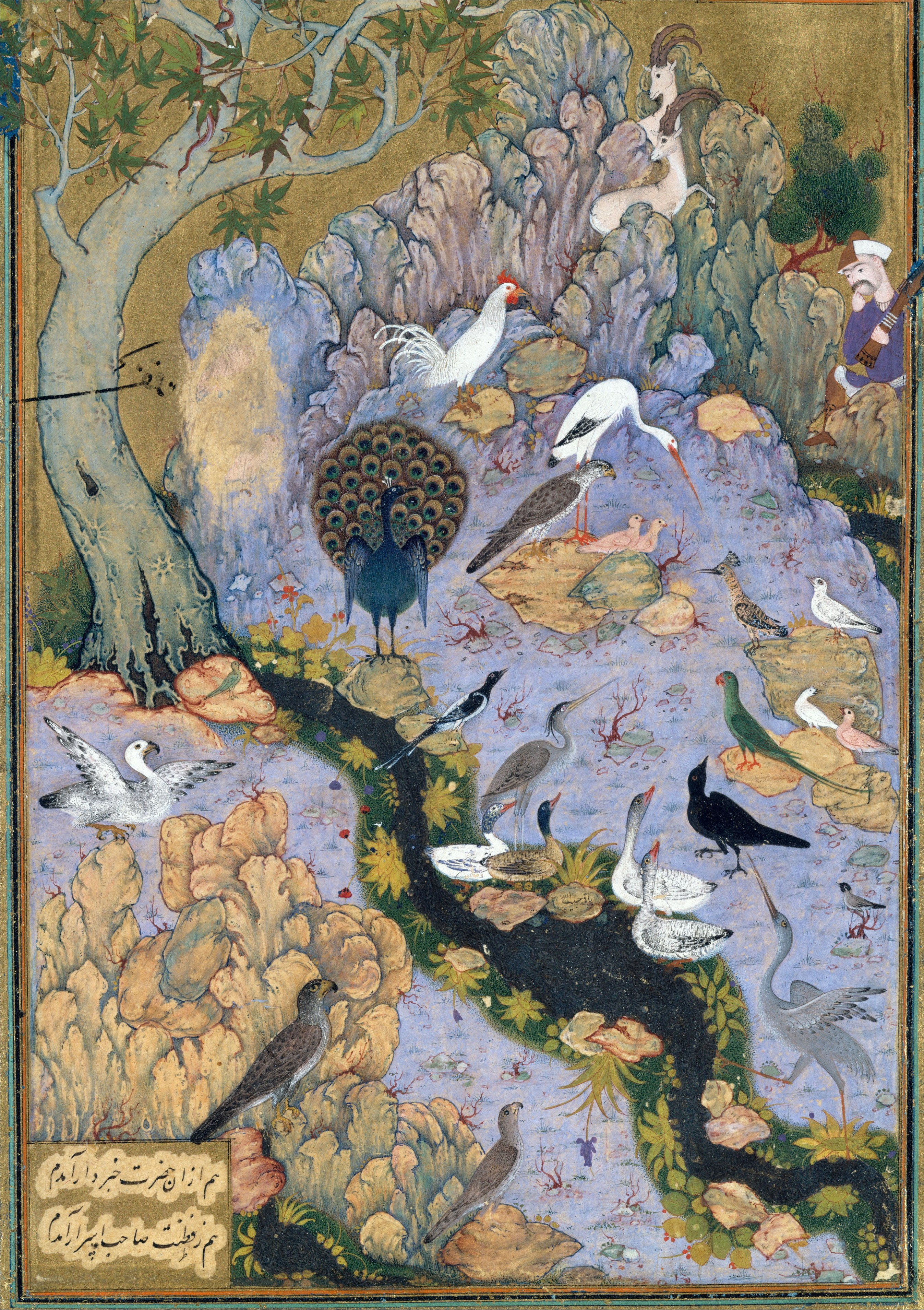
Ілюстрація до популярної суфійської поеми «Збори птахів» Аттара.
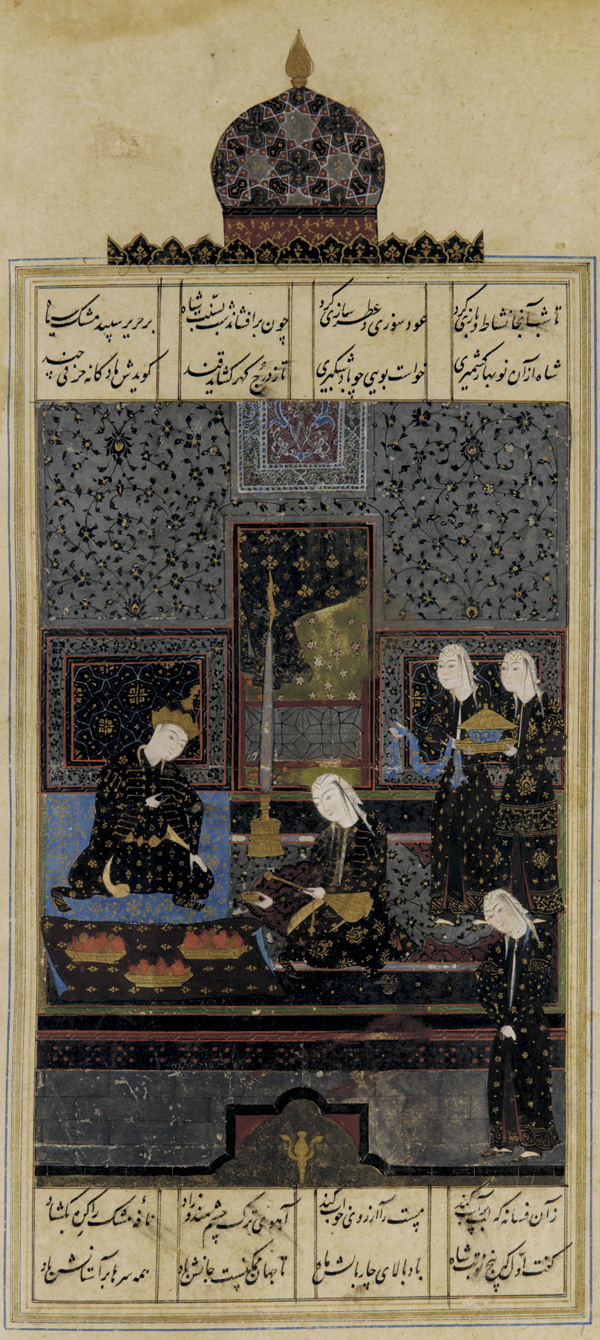
Бахрам V та індійська принцеса. Ілюстрація в книзі Нізамі Гянджеві Хамсе.
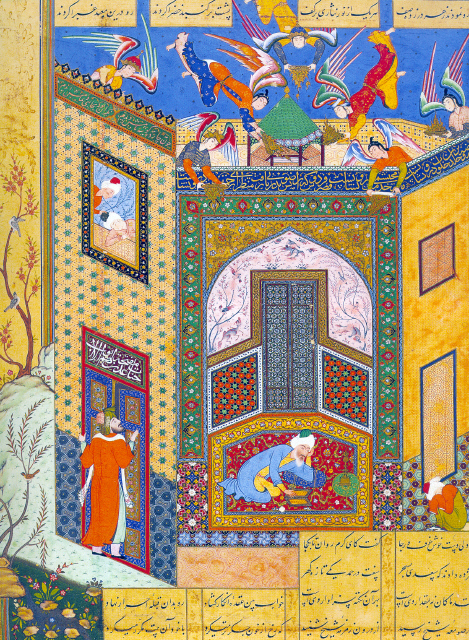
Ілюстрація до поеми Джамі Рожевий сад, 1553.
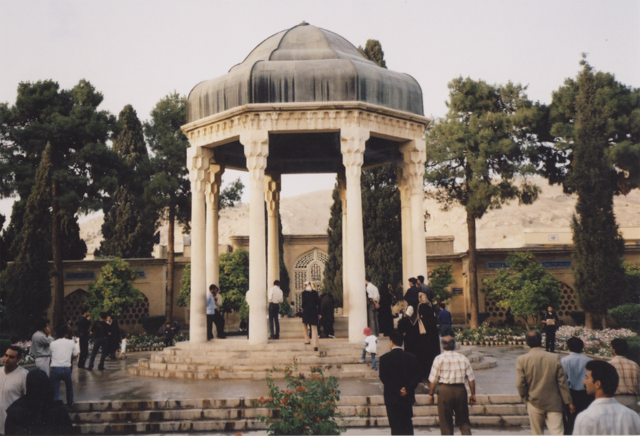
Мавзолей Гафіза в Ширазі - місті поетів.

#### Проза

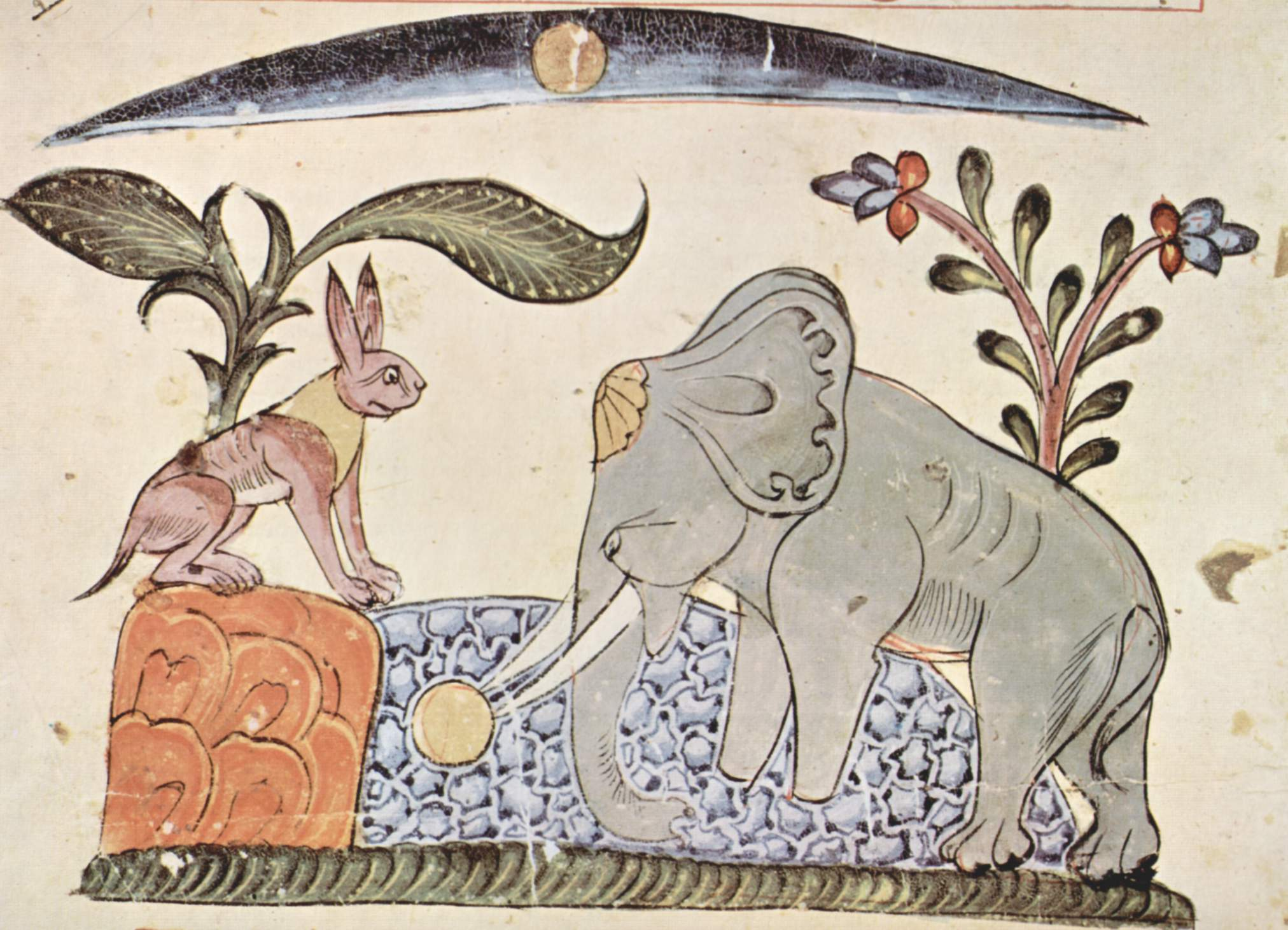
Заєць, цар слонів і віддзеркалення місяця в струмку. Сирійська ілюстрація до розповіді «Каліла і Гімна», 1354.

Одним з найбільш значних прозових творів середньовічної перської літератури є «Чахар Магале» (Chahār Maqāleh) Нізамі Арузі. У передмові до книги Нізамі Арузі розглядає питання, що пов'язані з природничими науками, епістемологією і політикою. У книзі автор розвиває концепцію царювання і царської влади в стародавній Персії, яку він виражає за допомогою мусульманської термінології. На його уявлення про суспільні класи великий вплив справили концепції давньогрецьких авторів, особливо Платона. «Чахар Магалех» була перекладена на англійську, французьку, італійську та шведська мови.
Серед прозових творів середньовічної перської літератури особливе місце посідає збірка перських анекдотів XIII століття «Джавамі уль-Хікайат» Захіріддіна Насра Мухаммада(1171–1242). Книга перевидавалася незліченну кількість разів. Найбільш раннє видання, що збереглося, датується 1232 роком і зберігається в Національній бібліотеці Франції.
Почесне місце в перської літературі посідає прозовий твір Кабус-Наме («Книга Кавуса», зерцало для його сина), що його написав близько 1080 року Амір Кабусом (Amir Unsur al-Mo'ali Keikavus ibn Iskandar ibn Qabus ibn Wushmgir ibn al-Ziyar) (пом. 1012 року) — правитель Персії з династії Зіярідів, який був також відомий як Принц Горгана. У книзі розповідається про життя діда Кабуса на ім'я Шамс аль-Моалі Аболь-Хасан Габус ібн Вушмгір. Найбільш рання збережена копія, яка датована 1349 роком, зберігається в бібліотеці Іранський національний музей Іранського національного музею Маліка в Тегерані.
Переклад «Кабус нама» турецькою здійснив 1450 року Марджумак ібн Ільяслм за дорученням Султана Мурада II (зберігається в Бібліотеці Фатіх (Fatih Library) в Стамбулі). 1811 року з турецької «Кабус наму» переклав німецькою Генріх Фредерік вон Діц (Heinrich Friedrich von Diez). Цей переклад надихнув Гете на створення Східного дивана. «Кабус наму» також перекладено англійською, французькою, японською, російською і арабською мовами.
Перу знаменитого перського візира Нізама аль-Мулька належить трактат Сіясат-нама. Книга розділена на 50 глав, в яких розповідається про релігію, політику й управління державою. Нізам дає в трактаті настанови та поради правителям і розповідає про «роль солдатів, поліції, шпигунів і чиновників».
До прозаїчних творів належить знаменита Каліле і Димне, яка є перекладом з пехлеві на арабську мову, що його зробив у VIII ст. перський письменник Ібн-ель-Мокаффа (пом. 759 року), збірника індійських народних байок Панчатантра, написаних у віршах і прозі. Вона цікава як збірка перських прислів'їв і приказок. Перший відомий науці переклад (на пехлеві) був виконаний близько 570 року в Ірані за вказівкою сасанідського царя Хосрова I, але до наших днів він не зберігся. У середині VIII ст. з'явився переклад Ібн-ель-Мокаффи, який був озаглавлений «Каліле і Димне» (перс. کلیله و دمنه, араб. كليلة و دمنة за іменами тварин-оповідачів), і його вважають першим шедевром в арабській «художній прозі».

#### Казки
Тисяча і одна ніч  (перс. هزار و یک شب) — збірка середньовічних історій, що їх розповіла перська цариця із династії Сасанідів Шахерезада (перс. شهرزاد), своєму злостивому чоловіку перському царю Шахріяру, щоб відтягнути час своєї страти. Окремі історії «Тисячі і однієї ночі» були створені протягом декількох століть різними людьми, що жили в різних країнах. Ядро цього зібрання історій становить книга «Тисяча міфів» (Hazār Afsānah перс. هزار افسانه), яка є збіркою старовинних індійських і перських народних казок. Дослідники вважають, що більшість історій існували вже у VIII столітті за правління Аббасидського халіфа Гаруна ар-Рашида, а розповідь про Шахерезаду з'явилась у XIV ст.